# Szemu’el Noach Eisenstadt

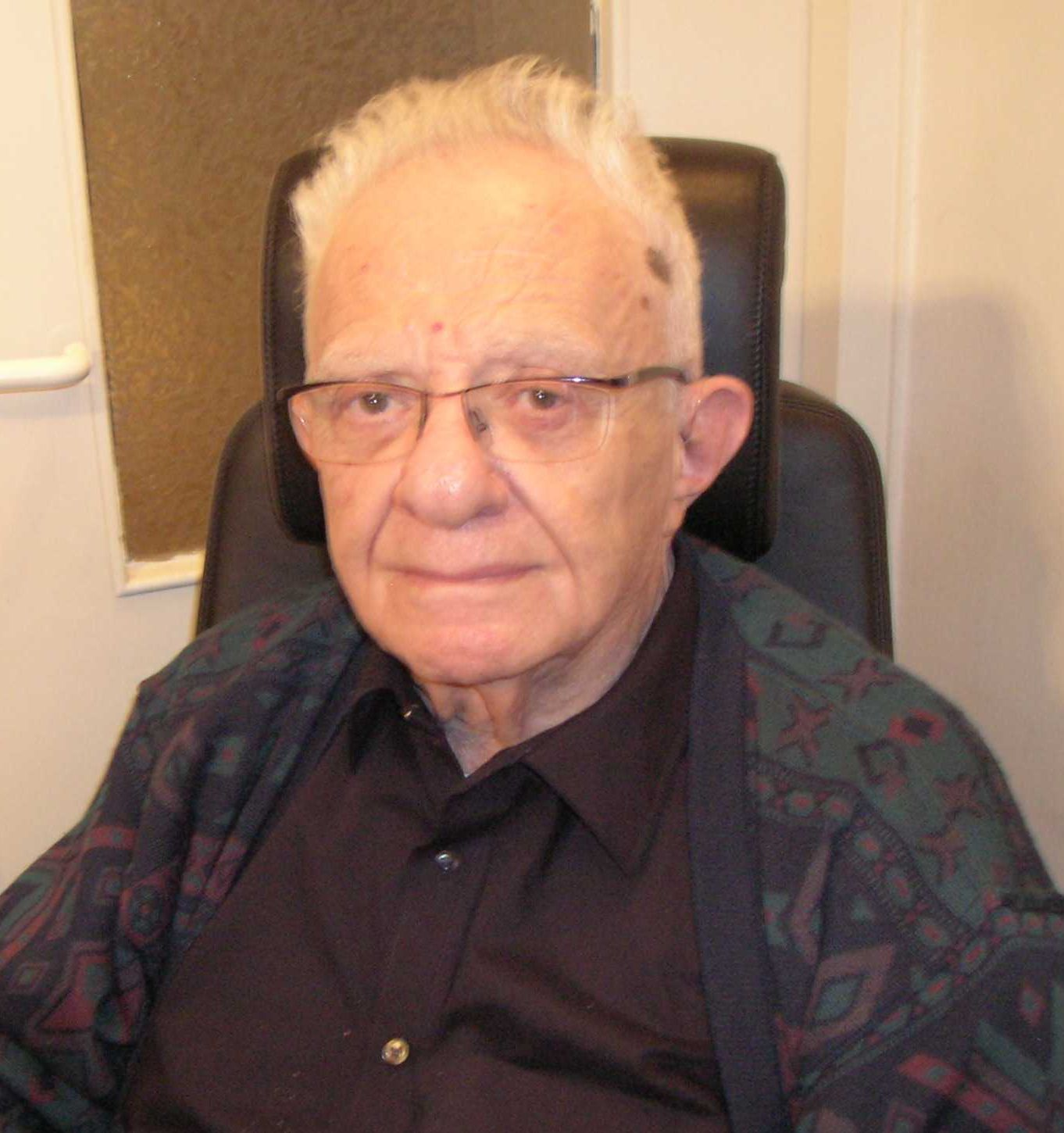
Szemu’el Eisenstadt (marzec 2008)

Szemu’el Noach Eisenstadt, hebr. שמואל נח אייזנשטדט (ur. 10 września 1923 w Warszawie, zm. 2 września 2010) – izraelski socjolog. Zajmował się socjologią historyczną i porównawczą analizą cywilizacji.

## Życiorys
Jeszcze w dzieciństwie wyemigrował do Palestyny, gdzie ukończył liceum oraz studia socjologiczne na Uniwersytecie Hebrajskim w Jerozolimie. Tam też napisał doktorat pod kierunkiem Martina Bubera. Studia postdoktoranckie odbył w London School of Economics. Od 1959 pracownik wydziału socjologii na Uniwersytecie Hebrajskim. Wykładał też gościnnie na wielu uniwersytetach na całym świecie. Od 1990 profesor emerytowany. Laureat wielu nagród i doktor honoris causa kilku uniwersytetów. 26 października 2005 doktorat honoris causa przyznał mu Uniwersytet Warszawski.

## Teoria
Koncepcje teoretyczne Eisenstadta nawiązują do teorii cywilizacji Maksa Webera i Karla Jaspersa. Cywilizacje nie są dla niego czymś zamkniętym i gotowym, lecz jednostkami podlegającymi nieustannym zmianom zarówno w wyniku swej wewnętrznej dynamiki, jak i pod wpływem kontaktu z innymi cywilizacjami. Nawiązuje do zaproponowanej przez Jaspersa koncepcji „epoki osi” - okresu w dziejach ludzkości, gdy w trzech kręgach kulturowych (Chiny, Indie i Zachód) niezależnie od siebie doszło do powstania koncepcji wyższego, transcendentnego porządku, który pozwala mierzyć i oceniać zastaną rzeczywistość. Na tej podstawie Eisenstadt odróżnia cywilizacje osiowe i nieosiowe. W cywilizacjach osiowych istnieje „napięcie transcendentalne” odpowiadające za ich dynamikę. Z napięcia transcendentalnego rodzą się utopie, herezje i ruchy protestu, dzięki którym cywilizacje osiowe mogą się rozwijać.
Eisenstadt sprzeciwia się utożsamianiu nowoczesności z cywilizacją zachodnią. Nowoczesność, nazywana przez niego „drugą epoką osi”, zrodziła się na Zachodzie, ale nie stanowi on dla niej jedynego obowiązującego wzoru. Powstanie pierwszej, zachodniej nowoczesności było jedynie początkiem procesu tworzenia się kolejnych „nowoczesności zwielokrotnionych”. W dzisiejszym świecie istnieje wiele różniących się między sobą cywilizacji nowoczesnych, zarówno osiowych, jak i nieosiowych (cywilizacja japońska). Także ruchy fundamentalistyczne mają jego zdaniem głęboko nowoczesny charakter, odzwierciedlając „jakobiński” wymiar nowoczesności.